# Rainbow Falls (Chelan County)
Die Rainbow Falls sind ein Wasserfall am Rainbow Creek im Chelan County im US-Bundesstaat Washington. Der Wasserfall liegt inmitten der Lake Chelan National Recreation Area im North Cascades National Park nahe Stehekin. Sein Wasser fällt 392 ft (119 m) in zwei Stufen herab.  Die erste ist die größere Stufe: 312 ft (95 m). Zwischen beiden Stufen befindet sich ein Becken.
Der Wasserfall ist von einer Reihe von Wanderwegen aus erreichbar, die vom National Park Service unterhalten werden. Er ist von der Stehekin Valley Road aus leicht sichtbar. Während der Sommermonate wird ein Shuttle-Service des National Park Service vom Stehekin Dock zu den Rainbow Falls angeboten.